# Судове красномовство
Судове красномовство — один із трьох видів красномовства за Арістотелем. Це ораторські виступи учасників судового процесу під час розгляду справи.

## Арістотель про «судове красномовство»
Арістотель виділяє три типи промов: епідейктичні, дорадчі та судові. Дорадчі промови схиляють або відхиляють, як люди, яким доводиться радитися з кимось у житті, так і оратори, які виголошують промову публічно, роблять одне з двох. Епідейктичні промови мають на меті або похвалити, або засудити. Судові ж промови звинувачують або виправдовують, бо люди, які судяться, завжди роблять те або інше. У кожного з цих типів промов, як наголошує Арістотель, є своя мета. Судові промови мають на меті розмежувати «справедливе і несправедливе».
Арістотель розділяє ці типи промов і за часовим виміром. Судові промови стосуються власне минулого часу.
Також Арістотель пропонує ораторам визначені підходи до усіх типів промов разом та до кожного з типів промов зокрема. Щодо судових — він наголошує на важливості ентимеми, бо минуле завжди потребує вказання причини та доказу. Щодо способів переконання, Арістотель вказує на важливість свідчень. Він розділяє їх на дві категорії: нові та давні. Нові — це свідчення самих свідків під час суду, а давні — вироки поетів та відомих людей, що мають популярність серед населення. Поетичне слово теж може стати аргументом, переходячи у стан свідчення. Такий прийом використовували під час створення ампліфікації, якщо не вистачало фактів та свідчень для створення ентимеми, то промова розширюється за допомогою цитування відомих людей та попередників, які мають повагу у суспільстві.

## Походження
Судове красномовство має свою довгу історію. Уже в Стародавньому Китаї, Індії та Єгипті було відоме мистецтво риторики. Але справжньою батьківщиною риторики є Стародавня Греція. Саме тут публічний виступ мав надзвичайно велике значення. Розвинулось воно в Давній Греції тому, що існувала необхідність апологій. Апології — це промови на захист, які обвинувачені писали для виступу перед присяжними. Проте, інколи це робили на замовлення спеціальні майстри зі складання промов — логографи-софісти. У цей час не було ані державного звинувачення, ані попереднього судового слідства. Під час існування родового полісу, суд відбувався племенними вождями. А з встановленням античної демократії роль судді отримала сама держава. Кожен мав змогу звинуватити іншого у злочині. Адвокатів, як таких, не було, тому, кожен громадянин повинен був захищати себе сам. Рідко, але траплялись випадки, коли замість обвинуваченого виступав хтось інший, але це повинен був бути обов'язково громадянин тієї ж держави.

## Логографи-софісти
Логографи з'явились тому, що не кожен міг себе захистити під час судового процесу. Вони дуже відповідально ставились до свого завдання: пристосовували промови до свого клієнта, розглядали, наскільки вона повинна бути довгою, емоційною тощо, вони старались оцінити, наскільки красномовним може бути клієнт і, відповідно до цих параметрів, писали промову.

## Структура судової промови
Судова промова мала приблизно таку структуру:
- вступ: тут промовець мав на меті схилити на свій бік суддів;
- оповідь: розповідались факти справи з погляду того, хто виступає;
- докази правоти і полеміка з супротивниками;
- висновок.

Вступ і висновок повинні були бути написані за стандартним зразком.